# Echeandia sinaloensis
Echeandia sinaloensis är en sparrisväxtart som beskrevs av Robert William Cruden. Echeandia sinaloensis ingår i släktet Echeandia och familjen sparrisväxter. Inga underarter finns listade i Catalogue of Life.